# Calamagrostis parsana
Calamagrostis parsana är en gräsart som först beskrevs av Norman Loftus Bor, och fick sitt nu gällande namn av M.Dogan. Calamagrostis parsana ingår i släktet rör, och familjen gräs. Inga underarter finns listade i Catalogue of Life.